# Alexander Kosenkow
Alexander Kosenkow (né le 14 mars 1977 à Tokmok dans l'actuel Kirghizistan) est un athlète allemand, spécialiste du sprint. Il mesure 1,78 m pour 68 kg. Son club est le TV Wattenscheid 01.

## Carrière

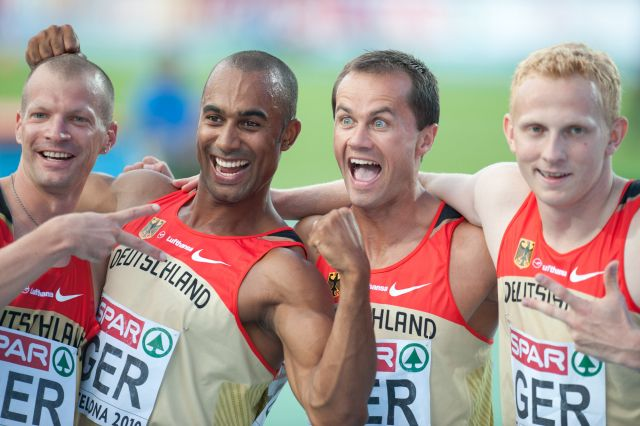
Alexander Kosenkow (deuxième en partant de la droite) avec ses coéquipiers du relais 4 × 100 m lors des Championnats d'Europe 2010.

Le 1er août 2010, lors des Championnats d'Europe d'athlétisme 2010, il contribue comme troisième relayeur (avec Tobias Unger, Marius Broening et Martin Keller) au gain de la médaille de bronze du relais 4 × 100 m allemand, en 38 s 44, derrière l'équipe française et italienne.
Deux ans après, le 1er juillet 2012, lors des Championnats suivants à Helsinki, il décroche cette fois-ci la médaille d'argent avec Julian Reus, Tobias Unger et Lucas Jakubczyk en 38 s 44. Lors du meeting de Weinheim peu avant, avec Martin Keller à la place de Reus, et toujours comme 3e relayeur, il avait porté l'Allemagne à 38 s 41, alors meilleur temps européen de la saison.
En 2012 et en 2013, son meilleur temps de la saison est de 10 s 28 obtenu chaque fois à Weinheim ce qui lui permet de faire partie, en tant que réserve, du relais allemand 4 x 100 m.
Le 16 août 2014, il permet à l'équipe allemande du relais 4 x 100 m de réaliser 38 s 15, avec ses coéquipiers Julian Reus, Sven Knipphals et Lucas Jakubczyk, alors qu'il a 37 ans. Le lendemain, il remporte la médaille d'argent en 38 s 09.
En juin 2017, il établit un record d'Allemagne des plus de 40 ans sur 100 m, en 10 s 56.

## Palmarès
| Date | Compétition                       | Lieu        | Résultat | Épreuve   | Temps         |
| ---- | --------------------------------- | ----------- | -------- | --------- | ------------- |
| 2002 | Coupe d'Europe                    | Annecy      | 2e       | 4 x 100 m | 38 s 88       |
| 2002 | Championnats d'Europe             | Munich      | 3e       | 4 × 100 m | 38 s 88       |
| 2004 | Coupe d'Europe                    | Bydgoszcz   | 3e       | 4 x 100 m | 38 s 76       |
| 2005 | Coupe d'Europe                    | Florence    | 4e       | 4 x 100 m | 39 s 00       |
| 2005 | Championnats du monde             | Helsinki    | 7e       | 4 × 100 m | 38 s 48       |
| 2006 | Championnats d'Europe             | Göteborg    | 5e       | 4 × 100 m | 39 s 38       |
| 2007 | Coupe d'Europe                    | Munich      | 6e       | 200 m     | 20 s 63       |
| 2007 | Coupe d'Europe                    | Munich      | 3e       | 4 x 100 m | 38 s 56       |
| 2007 | Championnats du monde             | Osaka       | 6e       | 4 × 100 m | 38 s 62       |
| 2008 | Coupe d'Europe                    | Annecy      | 3e       | 200 m     | 20 s 61       |
| 2008 | Coupe d'Europe                    | Annecy      | -        | 4 x 100 m | DSQ           |
| 2009 | Championnats d'Europe par équipes | Leiria      | 4e       | 200 m     | 20 s 82       |
| 2009 | Championnats d'Europe par équipes | Leiria      | 2e       | 4 × 100 m | 38 s 78       |
| 2010 | Championnats d'Europe par équipes | Bergen      | 3e       | 4 × 100 m | 39 s 07       |
| 2010 | Championnats d'Europe             | Barcelone   | 3e       | 4 × 100 m | 38 s 44       |
| 2011 | Championnats d'Europe par équipes | Stockholm   | 3e       | 4 × 100 m | 38 s 92       |
| 2012 | Championnats d'Europe             | Helsinki    | 2e       | 4 × 100 m | 38 s 44       |
| 2013 | Championnats d'Europe par équipes | Gateshead   | 2e       | 4 × 100 m | 38 s 69       |
| 2014 | Championnats d'Europe par équipes | Brunswick   | 2e       | 4 × 100 m | 38 s 88       |
| 2014 | Championnats d'Europe             | Zurich      | 2e       | 4 × 100 m | 38 s 09       |
| 2015 | Relais mondiaux de l'IAAF         | Nassau      | 3e       | 4 x 200 m | 1 min 22 s 65 |
| 2015 | Championnats d'Europe par équipes | Tcheboksary | 4e       | 4 × 100 m | 38 s 78       |
| 2015 | Championnats du monde             | Pékin       | 4e       | 4 x 100 m | 38 s 15       |

## Records
| Épreuve              | Performance | Lieu         | Date            |
| -------------------- | ----------- | ------------ | --------------- |
| 60 mètres (en salle) | 6 s 62      | Sindelfingen | 13 février 2000 |
| 100 mètres           | 10 s 14     | Leverkusen   | 3 août 2003     |
| 200 mètres           | 20 s 43     | Ulm          | 5 juillet 2009  |